# Jay Du Temple
Pour les articles homonymes, voir Du Temple.
 (décembre 2020).
Si vous disposez d'ouvrages ou d'articles de référence ou si vous connaissez des sites web de qualité traitant du thème abordé ici, merci de compléter l'article en donnant les références utiles à sa vérifiabilité et en les liant à la section « Notes et références ».
Jay Du Temple (né le 19 septembre 1991 à LaSalle, sous le nom de Jérémy Du Temple-Quirion) est un humoriste, animateur et comédien. Il est surtout connu pour animer la téléréalité Occupation double et pour ses rôles dans diverses émissions destinées aux jeunes et aux enfants

## Biographie
Élevé sur la rive-sud de Montréal, plus précisément à Saint-Constant, il a fréquenté l'école secondaire Jean-de-la-Mennais, située à La Prairie. C'est là-bas qu'il a commencé à faire de l'humour[réf. souhaitée].
Ses parents, Nicole et Yvan, possèdent un vignoble à Saint-Jacques-le-Mineur où Jérémy a travaillé durant toute son adolescence en compagnie de ses sœurs, Laurie et Sarah.
Finissant de l'École nationale de l'humour en 2013, il commence sa carrière avec une émission intitulée Urbart.
En 2014, il participe à en route vers mon premier gala aux côtés de Katherine Levac.
Comme humoriste, il obtient les Prix Coup du cœur du public et Artiste de l'année au Zoofest en 2015 avant de faire la première partie du spectacle d'Adib Alkhalidey.
Il apparaît dans les émissions Code F. et Code G. sur Vrak. Il tient également quelques rôles dans l'émission Like-Moi! à Télé-Québec.
Depuis 2015, Jay a fait un one-man-show intitulé Bien faire, publié un roman (Histoires de gars) avec Simon Lafrance et Patrick Senécal, en plus d'écrire des chroniques pour Urbania.
Il anime la télé-réalité Occupation double (OD) depuis 2017. Son animation lui a valu trois nominations aux Prix Gémeaux, et a fait de lui une vedette québécoise. Lors de la grande finale d'OD dans l'Ouest, l'animateur a confirmer être de retour dans la saison d'OD de 2022 . Ainsi, la prochaine saison de la télé-réalité sera accompagné du charme naturel de l'humoriste.
Depuis 2019, l'animateur a lancé sa propre chaîne de balado, Jay Du Temple discute, dans lequel il aborde une panoplie de sujets et d'enjeux avec ses invités.
À l'été 2019, il fait équipe avec Chantal Lamarre pour animer l'émission de radio Près de chez vous sur la chaîne Ici Première qui sera diffusé de 17h à 19h les samedis et dimanches.
En 2020, il est nommé comme personnalité masculine de l'année au Gala Artis.
Jay Du Temple a posé pour la couverture du magazine Elle Québec de l’édition de décembre 2020. Dans les nombreuses photos, à l’intérieur du magazine, Jay du Temple s’est affirmé par le choix de ses vêtements, de la couleur de ses cheveux et par son vernis à ongles,.
Vers le milieu de l'été 2021, Jay du Temple, avec l'aide de sa styliste Mélodie Wronski (le duo collabore depuis la 13e saison d'occupation double), a lancé une collection de vêtement prêt-à-porter. La collection, alliant confort et inclusion, propose des pièces fonctionnelles mais fantaisistes, fidèles à l'accoutrement éclectique de l' animateur. La collection se nomme « La vie professionnelle ». En alliance avec les principes inclusifs de 2021, les morceaux sont non genrés et proposent des coupes amples et confortables[réf. souhaitée].
Ce n'est pas la première ni la dernière fois que Jay du Temple sort de sa zone de confort en termes de mode. En effet, sa coiffeuse (MJ Déziel) remarque qu'il est toujours ouvert à des coupes des cheveux qui sortent de l'ordinaire. C'est notamment cette dernière qui a réalisé la plus récente coiffure de l'animateur.
En 2022, Jay Du Temple animait la saison d'Occupation Double en Martinique. Lors de la finale, le 27 novembre 2022, il annonce qu'il quitte l'animation de la télé réalité québécoise pour se concentrer sur sa carrière d'humoriste.
En 2022, l’humoriste lance son 2e spectacle solo, Fin.
Le 20 août 2023, il complète sa première course Ironman au Mont Tremblant en un temps de 10h55 min et 50 s. 
Le 10 décembre 2023, Jay Du Temple animait le Gala Cinéma Québec.
En 2024, Jay Du Temple a parcouru, en 76 jours, 7100 kilomètres à pied et à vélo. Durant sa tournée canadienne, il a amassé 151 000$ pour l’Institut Douglas.